# Metasphenisca negeviana
Metasphenisca negeviana es una especie de insecto del género Metasphenisca de la familia Tephritidae del orden Diptera.

## Historia
Amnon Freidberg la describió científicamente por primera vez en el año 1974.